# RunTour
RunTour je seriál osmi běžeckých závodů po celé České republice. Běhá se Malá (5 kilometrů) a Velká RunTour (10 kilometrů) a každý závod ze seriálu je stejně dlouhý. Tratě vedou centry měst i parky. Za každý závod běžci obdrží body, které se započítávají do celkového pořadí RunTour. Hlavní myšlenkou organizátorů bylo přilákat neprofesionální běžce k závodění. Proto jsou přizpůsobeny i délky tratí, které by měly vyhovovat jak profesionálním běžcům, tak i amatérům.

## Historie
Seriál Česká pojišťovna Mizuno RunTour, společný projekt České pojišťovny, Mizuna a agentury Mather Activation, odstartoval v roce 2011. První ročník se však konal pouze v Plzni a finální podoba s osmi závody se běží od roku 2014. V roce 2021 oslavil běžecký seriál již deset let.

## Propojení s charitou
Již od úvodního ročníku je RunTour úzce spojena s charitou, jelikož v každém ročníku jde část startovného na charitativní účely. V součtu za první dva ročníky se tak například podařilo vybrat 1 248 500 Kč na podporu Dětského kardiocentra Fakultní nemocnice v Motole, které se zabývá především diagnostikou a léčbou vrozených a získaných onemocnění srdce a velkých cév, poruch srdečního rytmu, poruch srdeční funkce a krevního oběhu u rostoucího a vyvíjejícího se jedince od fetálního období do 18 let věku.
V roce 2014 seriál stejným způsobem podporuje sdružení Nadace Leontinka, konkrétně dlouhodobý projekt Svítání, na který jde 50 Kč z každého startovného. V tomto projektu je zajišťován provoz sedmi vozidel využívaných Středisky rané péče po celé ČR k cestám do rodin s dětmi se zrakovým a kombinovaným postižením.

## Program seriálu
| Město konání / Rok | 2012   | 2013 | 2014 | 2015  | 2016   | 2017  | 2018  | 2019   | 2020      | 2021   | 2022    | 2023   | 2024   | 2025   |
| ------------------ | ------ | ---- | ---- | ----- | ------ | ----- | ----- | ------ | --------- | ------ | ------- | ------ | ------ | ------ |
| Č. Budějovice (14) | 7.10.  | 13.4 | 26.4 | 18.4. | 16.4.  | 8.4.  | 14.4. | 30.3.  | 25.7.     | 31.7.  | 2.4.    | 25.3.  | 13.4.  | 29.3.  |
| Ústí nad Labem (8) | -      | -    | -    | -     | 28.5.  | 13.5. | 26.5. | 27.4.  | virtuálně | -      | 28.5.   | 27.5.  | 25.5.  | 24.5.  |
| Plzeň (8)          | 19.5.  | 4.5  | 17.5 | 19.9. | 20.8.  | 10.6. | -     | -      | -         | -      | -       | -      | 22.6.  | 22.6.  |
| Hradec Králové (5) | 22.9.  | 1.6  | 14.6 | 13.6. | 30.4.  | -     | -     | -      | -         | -      | -       | -      | -      | -      |
| Ostrava (8)        | -      | -    | 28.6 | 12.9. | 3.9.   | -     | 1.9.  | 8.6.   | 20.6.     | 19.6.  | 10.6.   | -      | -      | -      |
| Liberec (9)        | 14.7.  | 20.7 | 19.7 | 18.7. | 16.7.  | 19.8. | 18.8. | 13.7.  | -         | 11.9.  | -       | -      | -      | -      |
| Brno (14)          | 17.6.  | 14.9 | 23.8 | 22.8. | 17.9.  | 27.5. | 12.5. | 11.5.  | 11.7.     | 5.6.   | 7.5.    | 13.5.  | 2.11.  | 13.9.  |
| Olomouc (14)       | 17.8.  | 24.8 | 20.9 | 9.5.  | 11.6.  | 15.7. | 14.7. | 24.8.  | 15.8.     | 22.5.  | 16.7.   | 22.7.  | 20.7.  | 19.7.  |
| Praha (13)         | 14.10. | 5.10 | 4.10 | 3.10. | 1.10.  | 30.9. | 6.10. | 12.10. | virtuálně | 17.7.  | 24.9.   | 7.10.  | 5.10.  | 4.10.  |
| Pardubice (9)      | -      | -    | -    | -     | 19.11. | 4.11. | 3.11. | 9.11.  | virtuálně | 16.10. | 15.10.  | 21.10. | 19.10. | 18.10. |
| Karlovy Vary (4)   | -      | -    | -    | -     | -      | -     | -     | -      | 26.9.     | 25.9.  | 27.8.   | 23.9.  | -      | -      |
| Kopřivnice (3)     | -      | -    | -    | -     | -      | -     | -     | -      | -         | -      | special | 15.4.  | 27.4.  | 26.4.  |

## Pravidla
Pořadí v seriálu je dáno celkovým součtem bodů dosažených v jednotlivých závodech. Body jsou připisovány podle bodovací tabulky a odpovídají umístění závodníka v příslušném závodu. Po sestupném seřazení závodníků podle jejich bodových zisků vzniká celkové pořadí v jednotlivých věkových kategoriích ve vypsaných závodech. Po uskutečnění každého dílčího závodu je zapsáno tzv. průběžné pořadí a po ukončení Seriálu tzv. celkové pořadí.
Při rovnosti bodového ohodnocení o umístění rozhoduje nejvýše dosažený počet bodů v jednom závodě RunTour.
Na základě bodů dosažených v jednotlivých závodech se rozlišují 2 základní hodnocení:

### Absolutní pořadí
Absolutní pořadí je sestaveno nezávisle na věkových kategoriích. Vzniká prostým součtem bodů získaných podle umístění v jednotlivých závodech seriálu RunTour. Absolutní pořadí se dále dělí na absolutní pořadí Velké RunTour a Malé RunTour. Průběžné absolutní pořadí bude pravidelně aktualizováno na oficiálním webu www.run-tour.cz.

### Pořadí v kategorii
Vyjadřuje pozici závodníka pouze v rámci jeho věkové kategorie. Běžec  si přenáší získané body z absolutního pořadí do své kategorie. Pořadí v kategorii je sestaveno sestupně podle bodových zisků z absolutního pořadí. Celkové pořadí vzniká prostým součtem získaných bodů v závodech seriálu. Průběžné pořadí v kategorii je pravidelně aktualizováno na www.run-tour.cz

### Věkové kategorie
Děti
- do roku narození 2013 (běží 500 metrů)
- od 2008 do 2012 (běží 1 km)
- od 2004 do 2007 (běží 1 km)

Dospělí
- do 39 let
- 40 - 49 let
- 50 - 59 let
- 60 - 69 let
- 70 let a více

### Absolutní vítěz Seriálu
Po sečtení výsledků ze započítaných závodů RunTour jsou vyhlášeni vítězové Velké RunTour a Malé RunTour.
Velká RunTour
- Dlouhé tratě - 10 km
  - Započítáváno 6 nejlepších výsledků z 8

Malá RunTour
- Krátké tratě - 5 km
  - Započítáváno 6 nejlepších výsledků ze 8

### Výhry
Velká RunTour
- 1. místo (muži, ženy): finanční prémie 10 000 Kč, věcné ceny od partnerů

Malá RunTour
- 1. místo (muži, ženy): věcné ceny od partnerů

## RunTour Master
Všichni závodníci, kteří během jednoho roku odběhnou alespoň sedm závodů RunTour, budou moci získat titul Zlatý RunTour Master a obdrží pamětní plaketu se svým jménem. Ti, kteří absolvují pět nebo šest závodů, získají titul Stříbrný RunTour Master a certifikát. I za tři a čtyři absolvované závody mají závodníci připravenou odměnu - titul Bronzový RunTour Master a taktéž certifikát.

## RunTour Grand Master
Do klubu Grand Masterů se běžci dostanou, když budou mít 50 a více účastí na RunTour. Vyhlášení klubu provádíme vždy jednou ročně v Praze. Co kromě titulu běžci získají? Tričko, vlastní startovní číslo - zarámované a podepsané od týmu a certifikát, na každém závodě budou mít jinou grafiku startovního čísla (zlatou). Na webu bude navíc samostatná podstránka, kde u jména Grand Masterů bude označení na startovní listině. 